# Ann Itto Leonardo

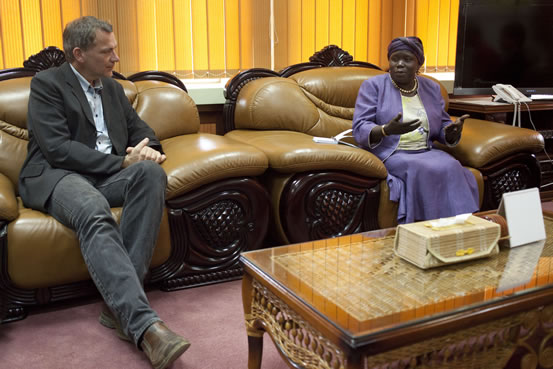
Jan van Aken im Gespräch mit Ann Itto Leonardo

Ann Itto Leonardo (* 1964 in Pageri, Magwi County, Äquatoria) ist eine Politikerin im Südsudan. Sie war zunächst Ministerin für Landwirtschaft und Forst. Außerdem war sie kommissarische Generalsekretärin der Sudanesischen Volksbefreiungsbewegung (Sudan People’s Liberation Movement, SPLM).

## Leben

### Ausbildung
1978 ging Ann Itto Leonardo an die Universität Juba als Teaching Assistant. Sie konnte ein Stipendium erhalten und damit an die Kansas State University in den Vereinigten Staaten gehen, wo sie einen Doktorgrad erwarb. Leonardo kehrte an die Universität Juba zurück, wo sie als Lehrerin arbeitete. 1994 schloss sie sich der SPLM an und begann ihre Karriere in der Politik.

### Karriere
Ann Itto Leonardo wurde am 10. Juli 2011 Landwirtschaftsministerin im Cabinet of South Sudan. Vor dem Referendum zur Unabhängigkeit des Südsudan trat sie immer für Ernährungssicherheit ein. Sie verkündete Ende 2011 Pläne, eine nationale Landwirtschaftliche Bank zu gründen und technische Unterstützung für die 90 % der Bevölkerung einzuführen, die in kleinräumiger Landwirtschaft beschäftigt sind.
2014 bis 2015 wurde sie als kommissarische Generalsekretärin der SPLM beauftragt. In dieser Zeit arbeitete sie daran in Wau eine neue Blutbank aufzubauen. Im November 2015 löste Jemma Nunu Kumba sie in dieser Funktion ab.
Sie kritisierte 2014 den fehlenden Einfluss von Frauen in der Regierung des Südsudan und erklärte, dass politischer Fortschritt durch andauernde Konflikte behindert würde. Sie sagte: „Wir könnten alle Errungenschaften, die wir gemacht habe wieder verlieren, Frauen müssen den Wandel anführen, den wir sehen wollen“. 2016 wurde sie zur Beraterin für Landwirtschaft und Ernährungssicherheit des Präsidenten Salva Kiir Mayardit ernannt.
Seit 2022 ist sie für Südsudan Mitglied der parlamentarischen Versammlung (East African Legislative Assembly) der Ostafrikanischen Gemeinschaft.